# Druffel (Adelsgeschlecht)

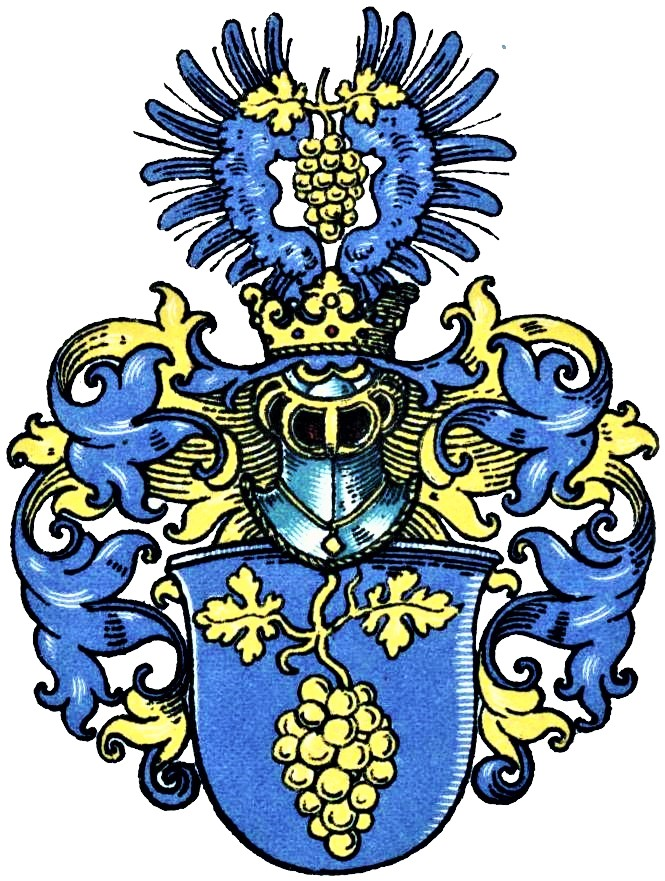
Wappen derer von Druffel im Wappenbuch des Westfälischen Adels

Druffel ist der Name eines westfälischen Adelsgeschlechts.

## Geschichte
Der namensgebende Stammsitz des Geschlechts war der Haupthof Druffelo in Druffel bei Wiedenbrück. Die Familie kommt schon 1350 vor, zog dann in die Stadt Wiedenbrück und erhielt in Person des königlich-preußischen Geheimen Kriegs- und Domänenrats Johann Gerhard Druffel in Münster am 8. November 1804 von König Friedrich Wilhelm III. ein Adelsdiplom. Johann Gerhard hatte drei Söhne. Einer, Dr. von Druffel, war 1836 Medizinalrat zu Münster, der zweite Sohn war Kriminalrichter zu Münster und der dritte Sohn († um 1854) Landgerichts-Assessor in Aachen. Letzterer war Vater von August von Druffel (1841–1891).
In Westfalen saß die Familie 1854 auf Haus Welbergen im Kreis Steinfurt.
In dem von der Familie beauftragten, 1784 bis 1788 nach den Plänen des Baumeisters Clemens August von Vagedes in Münster errichteten Druffel’schen Hof befindet sich heute das Kunstmuseum Pablo Picasso Münster.

## Persönlichkeiten
- August von Druffel (1841–1891), deutscher Historiker
- Clemens von Druffel (1813–1887), Abgeordneter im westfälischen Provinziallandtag
- Franz Carl von Druffel (1809–1873), deutscher Politiker, Abgeordneter im westfälischen Provinziallandtag
- Franz Ferdinand von Druffel (1763–1857), deutscher Mediziner
- Johann Gerhard von Druffel (1759–1834), preußischer Beamter; 1804 geadelt

## Wappen
Blasonierung: In Blau eine goldene hängende Traube mit zwei goldenen Blättern. Auf dem gekrönten Helm die Traube zwischen den Flügeln eines offenen blauen Flugs. Die Helmdecken sind blau-golden.